# Ben Zwiehoff
Ben Zwiehoff (* 22. Februar 1994, in Essen) ist ein deutscher Radrennfahrer.

## Sportlicher Werdegang
Neben dem Studium der Rechtswissenschaften an der Ruhr-Universität Bochum widmete sich Zwiehoff der Mountainbike-Disziplin Cross-Country. 2015 wurde er zusammen mit Manuel Fumic, Helen Grobert und Maximilian Brandl Europameister in der Staffel. In den Jahren 2014 und 2016 gewann er bei den Europameisterschaften mit der deutschen Staffel außerdem Silber bzw. Bronze. Im Cross-Country der U23-Europameisterschaften 2016 belegte er den vierten Rang. Im selben Jahr wurde er bei den U23-Weltmeisterschaften Siebter im Cross-Country. Im Jahr 2019 gewann er die Silbermedaille bei den Deutschen Meisterschaften im Cross-Country.
Im Herbst 2019 kam ein Kontakt zum UCI WorldTeam Bora-hansgrohe zustande. Nach Auswertung der Leistungsdaten und den Eindrücken in einem Trainingslager kamen Zwiehoff und die Teamleitung überein, dass sich Zwiehoff zunächst beim MTB-Team Centurion-Vaude auf das Mountainbikerennen der Olympischen Spiele 2020 vorbereiten und anschließend für Bora-hansgrohe auf der Straße als Stagiaire fahren sollte. Nachdem sich beides aufgrund der COVID-19-Pandemie zerschlug, erhielt Zwiehoff, der von der Teamleitung als Kletterer gesehen wird, mit 26 Jahren einen regulären Vertrag für die Saison 2021.
Für Bora-hansgrohe bestritt er mit der Vuelta a España 2021 seine erste Grand Tour, die er als 47. beendete. Er war beim Giro d’Italia 2022 Teil des Teams um den späteren Sieger Jai Hindley und wurde selbst 51. der Gesamtwertung. Die UAE Tour 2023 beendete er als Gesamtachter und er zielte damit sein bis dahin bestes Ergebnis in einem Rennen der UCI WorldTour. Auf der letzten Etappe der Czech Tour belegte er den zweiten Platz und rückte damit in der Gesamtwertung ebenfalls auf Rang zwei hinter seinem Teamkollegen Florian Lipowitz vor.
Im Jahr 2025 gewann er die Bergwertung der Tour de Romandie.

## Erfolge

### Mountainbike
2014
- Europameisterschaften – MTB-Staffel

2015
- Europameister – MTB-Staffel

2016
- Alanya MTB Cup
- Europameisterschaften – MTB-Staffel

2017
- Internationale Trophy – Velo Solingen

### Straße
2025
- Bergwertung der Tour de Romandie

## Grand-Tour-Platzierungen
| Grand Tour            | 2021 | 2022 | 2023 | 2024 |
| --------------------- | ---- | ---- | ---- | ---- |
| Giro d’ItaliaGiro     | –    | 51   | –    | –    |
| Tour de FranceTour    | –    | –    | –    | –    |
| Vuelta a EspañaVuelta | 47   | –    | 35   | –    |